# Symphonie in Gold
Symphonie in Gold ist ein österreichischer Revuefilm von Franz Antel aus dem Jahr 1956.

## Handlung
Charles Bierwirth, der Besitzer einer Eisrevue, steht vor einem Problem: Die beiden Hauptstars seiner Revue haben kurzfristig gekündigt. Auf Anregung der horoskopgläubigen Susi Hagedorn will Charles der jungen Eva eine Chance als Paartänzerin in der Revue geben. Eva war bisher als 13. Revuegirl von rechts zu sehen und soll sich nun um einen Partner kümmern. Sie hofft, ihn in einem der Teilnehmer der in Kürze stattfindenden Europameisterschaft im Eiskunstlauf zu finden. Star der EM ist der Läufer Bill Johnson, zu dem Eva jedoch nicht vordringen kann. Sie macht stattdessen Bekanntschaft mit Walter Gerlos aus dem kleinen Dorf Arlberg, der dort mit einer Gruppe zusammen in den Wintermonaten Eiskunstlauf trainiert, sonst aber als Holzschnitzer arbeitet. Eva weiß nicht, dass er ebenfalls bei der EM antreten wird und ist am Ende sehr überrascht, als sie ihn auf dem Eis sieht. Magnus Mispel, der Reporter vom Kleinen Sportblatt ist der einzige, der an Walters Erfolg glaubt. Am Ende wird Walter Vierter, und Bill gewinnt. Walter wäre damit gut und preiswert genug für Charles Bierwirths Revue, doch er lehnt Walter ab. Als Revueläufer wäre dieser Profi und dürfte zukünftig nicht mehr bei der EM starten, die Amateuren vorbehalten ist. Er zieht sich frustriert in sein Dorf zurück, weil er glaubt, nur die schlechten Trainingsbedingungen seien für seinen Misserfolg verantwortlich.
In seinem Dorf erhält Walter bald darauf Besuch von Magnus Mispel, der ihn für eine Homestory interviewen will. Walter klagt ihm sein Leid: Arbeit, um den Sport zu finanzieren, keine Trainingsmöglichkeiten im Sommer, kein Geld für gute Trainer. Ein gut bezahltes Revue-Engagement wäre die Lösung, doch gilt Walter dann nicht mehr als Amateur. Mispel, der weiterhin hinter Walter steht, hat die Lösung: Walter beginnt, mit einer Maske und als anonymer Mr. X Revuen zu laufen und Geld zu verdienen. Mr. X tritt bald in Eisrevuen in ganz Europa auf und hat großen Erfolg, zumal die Presse nicht hinter seine Identität kommt. Walter tritt öffentlich als Sekretär des ominösen Mr. X auf, während Mispel die Exklusivrechte an Artikeln zu Mr. X besitzt.
Charles Bierwirth hat großes Interesse daran, Mr. X für seine Revue zu engagieren. Walter stimmt unter hohen Auflagen zu. Mr. X soll so unter anderem vormittags eine Kunsteisbahn zu seiner alleinigen Nutzung erhalten, und sein Inkognito muss um jeden Preis gewahrt bleiben. Walter trifft Eva wieder und vermittelt ihr ein Training mit Mr. X. Dachte Eva erst, dass Mr. X nur auf Geld aus sei, findet sie ihn nach einem Training sympathisch. Dennoch kann sie nicht verstehen, warum Walter nicht für die wieder anstehende EM trainiert. Der hat jedoch erkannt, dass einige seiner Trainingskameraden in Arlberg talentierter als er waren. Er lässt sie anonym zu sich holen und auf Charles Bierwirths Eisbahn mit einem Profi-Trainer üben. Indirekt überwacht er ihren Trainingsfortschritt und ermahnt sie zu Disziplin. Gleichzeitig übt er mit Eva als Mr. X und reagiert als Walter eifersüchtig, als Eva Mr. X zu schöne Augen macht. Er stellt sie zur Rede, und beide trennen sich im Streit. Magnus Mispel greift ein und erklärt Eva, dass Walter und Mr. X die gleiche Person sind. Bei der Abschlussrevue versöhnen sich beide Eiskunstläufer. Auch Dorftrainer Anton Koriander hat längst bemerkt, dass Mr. X im Eiskunstlauf die gleichen Fehler wie einst Walter macht, verrät ihn jedoch nicht. Von Charles Bierwirth erfährt er zudem, dass der anonyme Gönner, der seinen Schützlingen das Training ermöglicht hat, Mr. X war. Walters Engagement zahlt sich aus: Am Ende siegt sein ehemaliger Arlberger Trainingspartner, der Nachwuchsläufer Hans, bei der EM gegen den favorisierten Bill Johnson.

## Produktion
Franz Antel wurde zu seinem ersten Eisrevuefilm durch die Nummer Blue Mirage von Lotar Olias inspiriert, zumal er gerade die Eisläuferin Jiřina Nekolová zur Hand hatte. In der großen Halle in den Rosenhügel-Filmstudios wurde eine riesige Eisbahn mit farbigem Eis installiert.
Symphonie in Gold erlebte am 2. März 1956 in der Essener Lichtburg vor der Rekordzahl von 5208 Besuchern seine Premiere. Im Film sind Tänzer der Wiener Eisrevue zu sehen. Während Schauspielerin Germaine Damar selbst auf den Schlittschuhen tanzt, wurde Joachim Fuchsberger von Fernand Leemans gedoubelt, der auch als Walters Konkurrent Bill Johnson zu sehen ist.
Tontechniker des Films war Herbert Janeczka, die Bauten stammen von Sepp Rothauer und Walter Schmiedl, während Gerdago die Kostüme schuf.
Im Film sind verschiedene Lieder zu hören
- Alice Babs: Dongdingeldang
- Mona Baptiste: Oh, Jackie-Joe
- Friedel Hensch: Fernando

## Kritik
Für den film-dienst war Symphonie in Gold „anspruchslos-gefällige Unterhaltung mit Sport, Liebe, viel Musik, etwas Komik und Darbietungen der Wiener Eisrevue.“
„‚Urmel aus dem Eis‘ ist eindeutig witziger“, befand Cinema.